# Kiswa

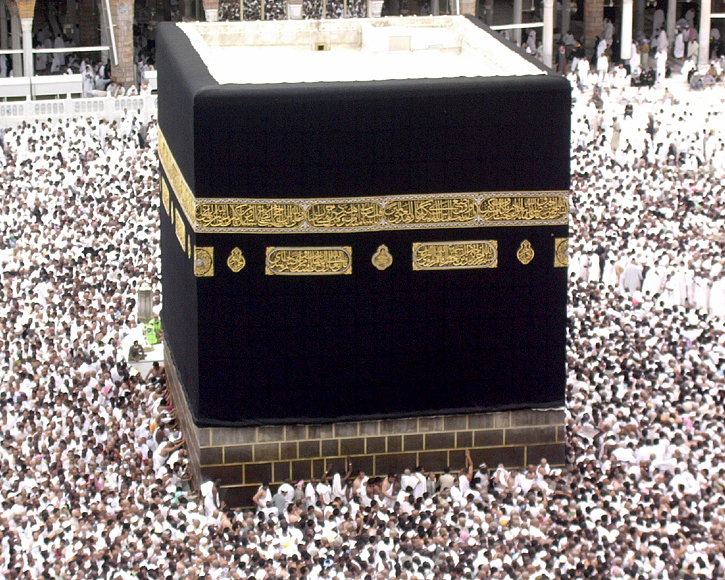
La Kaʿba ricoperta dalla kiswa. Come in questo caso, in occasione del hajj quest'ultima viene leggermente sollevata, al fine di evitare atti di eccessiva devozione da parte dei fedeli musulmani

La kiswa (in arabo ﻛﺴﻮة‎?) è il tessuto di broccato di seta nera, intessuto da lamine d'oro che riproducono versetti coranici e che normalmente copre la Kaʿba della Mecca.

## Storia
L'origine di quello che viene chiamato dagli autori classici musulmani "vestito della Kaʿba", è antichissima e, forse, sudarabica.

Sappiamo infatti che un tubbaʿ himyarita - Abū Karīb - giunse una volta in armi per garantirsi il privilegio di porre sull'edificio - già all'epoca considerato sacro, perché ospitante il vasto pantheon preislamico - tale panno, di cui peraltro non conosciamo l'ornamentazione.

## Caratteristiche
Normalmente la kiswa è di color nero ma questo non costituisce un obbligo. In passato sappiamo infatti che ve ne furono di colore azzurro, rosso e persino bianco. 

## Sostituzione dellakiswa

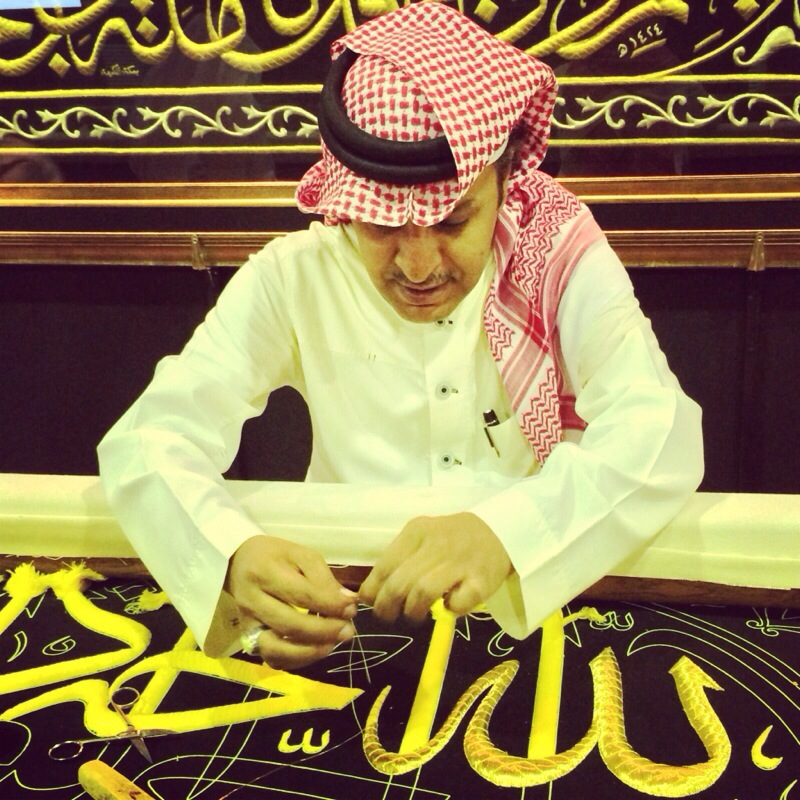
Il lavoro di cucitura delle lettere con fili d'argento ed oro sulla kiswa

Ogni anno viene predisposta una nuova kiswa e i brandelli della vecchia vengono dati ai pellegrini dai discendenti del clan meccano dei Banū Shayba, in cambio di laute offerte "volontarie", dal momento che si crede che essa sia carica di virtù straordinarie e ricca di benedizioni divine (baraka).
La vecchia kiswa (normalmente sollevata a metà altezza della Kaʿba per evitare atti troppo devoti di fervore che porterebbero alla sua lacerazione parziale o totale), viene tolta dopo l'avvio delle cerimonie del hajj, quando i pellegrini sono già lontani, in marcia alla volta di Mina, Muzdalifa e della piana di ʿArafa(t).
In tale occasione l'interno della Kaʿba viene lavato con l'acqua della fonte sacra di Zemzem e viene collocata sull'edificio la nuova kiswa, della cui fabbricazione sono incaricate oggi per lo più manifatture pakistane o turche. 

### Onere e privilegio della sua sostituzione
Se oggi il costo (assai elevato) della kiswa è coperto in toto dalla famiglia reale saudita, per tutto il periodo che va dal XIII secolo al XX secolo la sua fabbricazione e il suo inoltro alla Mecca fu esclusivo privilegio dei Mamelucchi, degli Ottomani e poi dei chedivè discendenti da Mehmet Ali che, dopo averla fatta intessere nella Moschea di al-Ḥusayn, la facevano trasportare con una sfarzosa carovana (il mḥhmal), ben protetta da forze armate, che impiegava 35 giorni per giungere dal Cairo alla Mecca.
Tale usanza si è interrotta quando la famiglia saudita ha preso alla fine degli anni Trenta il totale controllo delle Città Sante di Mecca e Medina, del Najd, ovviamente, del Hijaz e di altre dipendenze ex-ottomane.
Per un anno solo tale privilegio è stato nuovamente accordato all'Egitto di Gamāl ʿAbd al-Nāṣir dai Sauditi per volere di re Fayṣsal, come segno di buona volontà politica dopo la fine della guerra civile in ʿOmān.